# Карл Грубер (юрист)
Карл Грубер (нім. Karl Gruber; 21 вересня 1878, Прага — 15 березня 1958, Відень) — австро-угорський, австрійський і німецький військовий чиновник, доктор права, радник Імперського військового суду.

## Біографія
З 1 жовтня 1902 по 30 вересня 1903 року служив однорічним добровольцем в австро-угорській армії. 9 листопада 1903 року повернувся на службу в якості аудитора. Учасник Першої світової війни, з 4 серпня 1914 року — директор військової адвокатури Військового управління у Відні. З 27 грудня 1918 року переведений у процесуальне управління Військового міністерства. 6 лютого 1920 року звільнений у відставку. З 1 жовтня 1920 року — цивільний співробітник Федерального міністерства оборони, з 9 грудня 1933 року — директор Бюро юстиції. Після аншлюсу 15 березня 1938 року автоматично перейшов у вермахт. З 1 вересня 1938 року — радник Імперського військового суду. 31 жовтня 1939 року вийшов у відставку.  

## Звання
- Аудитор-аспірант (9 листопада 1903)
- Оберлейтенант-аудитор (1 травня 1908)
- Гауптман-аудитор (1 травня 1913)
- Відставний майор-аудитор запасу (6 лютого 1920)
- Відставний оберстлейтенант-аудитор (10 серпня 1921)
- Радник земельного суду (1 січня 1921)
- Титулярний міністерський радник (15 травня 1923)
- Міністерський радник 2-го класу (25 листопада 1936)
- Радник Імперського військового суду (1 вересня 1938)

## Нагороди
- Ювілейний хрест
- Бронзова медаль «За військові заслуги» (Австро-Угорщина)
- Пам'ятна військова медаль (Австрія)
- Великий срібний почесний знак «За заслуги перед Австрійською Республікою»
- Орден Заслуг (Австрія), командорський хрест
- Почесний хрест ветерана війни з мечами